# Euproutia semialbifrons
Euproutia semialbifrons là một loài bướm đêm trong họ Geometridae.